# Чорчин
Чорчин (пол. Czorcin) — гірський потік в Україні, у Надвірнянському районі Івано-Франківської області в Галичині. Лівий доплив Бистриці Надвірнянської (басейн Дністра).

## Опис
Довжина потоку 4 км, найкоротша відстань між витоком і гирлом — 3,65 км, коефіцієнт звивистості потоку — 1,1 . Формується багатьма безіменними гірськими потоками. Потік тече у Східних Карпатах.

## Розташування
Бере початок на південно-східних схилах гори Чортки (1257,3 м). Тече на південний схід між горами Горган (1239,8 м), Лускавець (1032,0 м) і в селі Пасічна впадає у річку Бистрицю Надвірнянську, праву притоку Бистриці.